# Dolgellau
 Dolgellau  est une petite ville du Pays de Galles, dans le comté de Merionethshire.